# Marktplatz (Apolda)

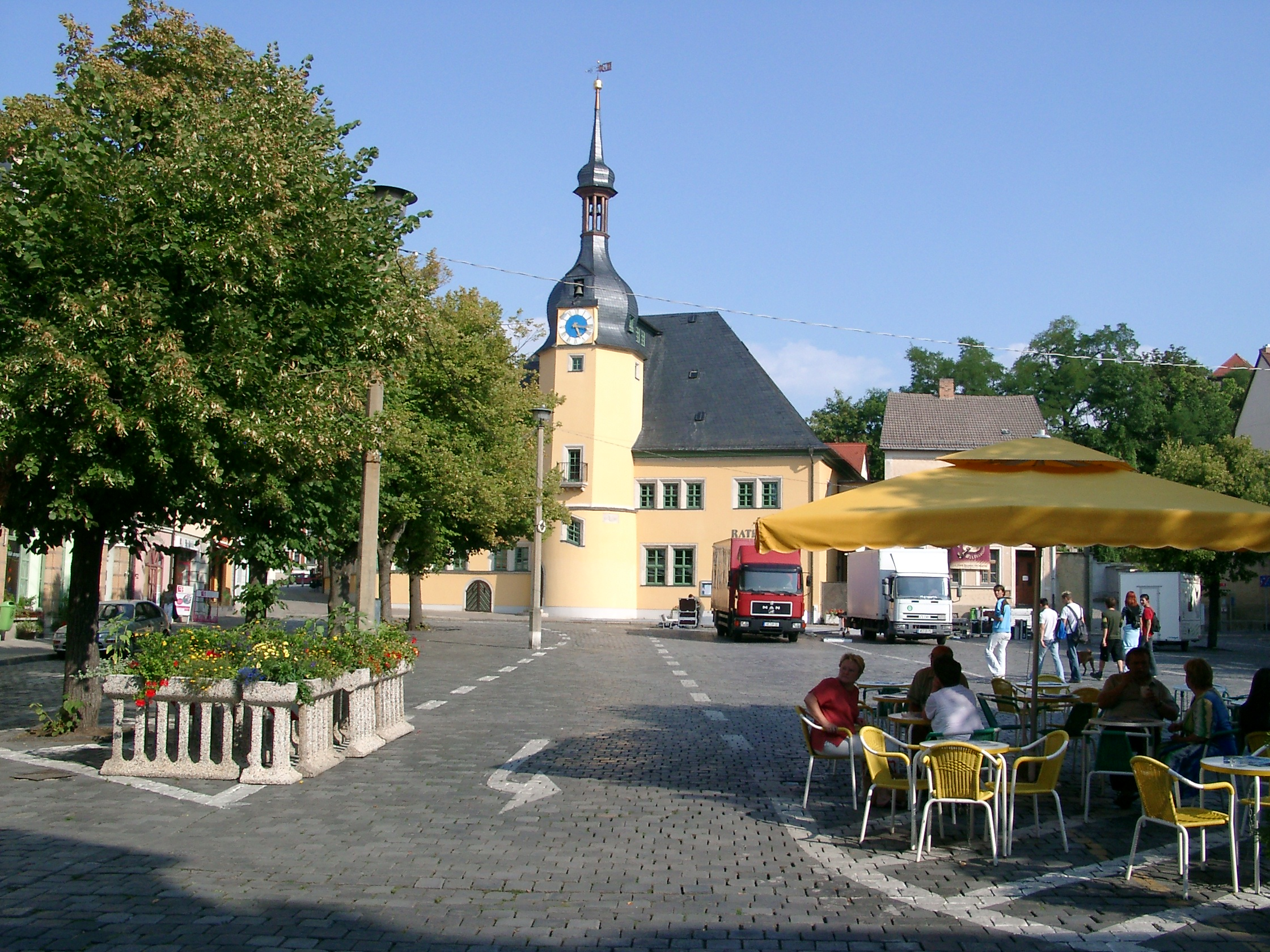
Der Marktplatz von Apolda im Jahr 2003

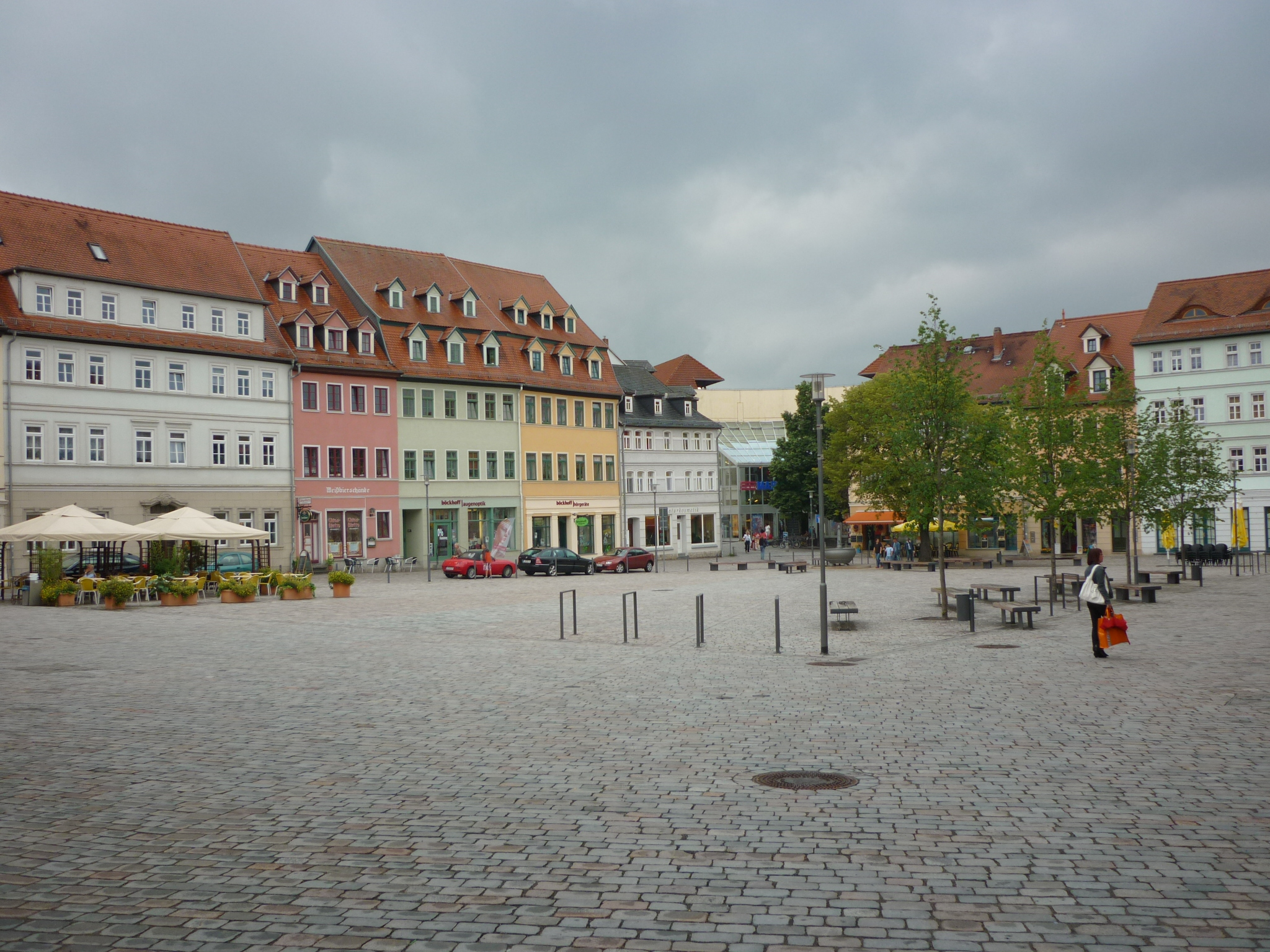
Der sanierte Marktplatz im Jahr 2010

Der rechteckige Marktplatz von Apolda ist ein städtebauliches Ensemble in der Altstadt von Apolda. Er existierte schon im 12. Jahrhundert und hatte zu jener Zeit für den Warenaustausch des Ortes und seiner Umgebung eine zentrale Bedeutung. Das heutige Bild wird durch das Rathaus und Häuser aus dem 18. und 19. Jahrhundert geprägt. Diese Häuser heben sich durch massive und stattliche Ausführung in der Gebäudesubstanz von den Fachwerkhäusern in den ehemaligen Vorstädten um die Martinskirche und den Lindenberg ab.
An den Häusern der Nr. 3, 4, 7, 10 und 12 befinden sich denkmalgeschützte Portale. Am Haus Nr. 12 - dem Schuhmannschen Haus - ist sogar die Jahreszahl 1741 erhalten. Die massiv gebauten Erdgeschosse haben die beiden Stadtbrände der Jahre 1763 und 1769 überstanden.

## Wohn- und Geschäftshäuser
Das Haus mit der Nr. 4 befindet sich auf einem Grundstück, welches ursprünglich den Vitzthumen gehörte. Es zeichnet sich durch eine stattliche Hofanlage mit einem dreigeschossigen Wohnhaus, diversen Hofnebengebäuden sowie einem Torfahrtgebäude zum Topfmarkt hin aus. Das reich verzierte Eingangsportal weist darauf hin, dass die ehemaligen Besitzer sehr wohlhabend waren. Im Jahr 1779 ging vom Haus Nr. 7 der Großbrand aus, bei dessen Bekämpfung auch Johann Wolfgang von Goethe, der im selben Jahr die Rekrutenaushebung im Rathaus zeichnete, mitwirkte. Bei dem Brand wurden am Markt, in der Bachgasse (heute Bachstraße) und in der Ritterstraße insgesamt fast 100 Häuser zerstört.
Die Stadtapotheke befindet sich im Haus Nr. 11. Ihre Existenz in diesem Haus ist schon seit 1727 belegt. Das heutige Aussehen erhielt das Gebäude nach Umbauten im Jahr 1912. Das Schuhmannsche Haus Nr. 12 ist eines der repräsentativsten Bürgerhäuser am Marktplatz. Auf dem massiven Erdgeschoss und Kreuzdeckengewölbe wurden nach dem Großbrand von 1779 zwei Obergeschosse mit großzügigen Räumen errichtet. Im Jahr 1844 wurde in diesem Haus die erste Postexpedition Apoldas eingerichtet. Im Nachbarhaus erfolgte 1863 die Gründung der Hundezüchtervereinigung. Am Eingangsportal ist die Jahreszahl 1769 erkennbar. Das Haus wurde mehrfach umgebaut, hat vier Geschosse sowie eine Hofanlage mit einer Ausfahrt zur Ritterstraße. Das Kirschbachsche Haus Nr. 19 weist eine klassizistische Fassadengestaltung auf.

## Jahrmärkte, Pflasterungen und Bedeutungsverlust
Im ältesten Stadtbuch, dem „Roten Buch“, welches zwischen 1430 und 1440 entstand und die ältesten niedergeschriebenen und erhaltenen Statuten der Stadt enthält, ist bereits das Recht zur Abhaltung von Wochenmärkten und eines Jahrmarktes (der Martinimarkt) verzeichnet.
Die Höhepunkte im Jahresverlauf des Markttreibens waren die Jahrmärkte. Der Ulrichsmarkt wurde Anfang Juli, der Martinimarkt im November und der Lätaremarkt am 4. Sonntag nach Aschermittwoch veranstaltet. Ab 1824 fand für einige Jahre lang der Wollmarkt statt. Taubenmärkte, Viehmärkte und Krammärkte wurden bis in das 20. Jahrhundert durchgeführt. Als Besonderheit Apoldas ist der Hundemarkt zu betrachten, welcher ab 1863 jahrzehntelang auf dem Markt stattfand.
Die Pflasterungen des Marktplatzes in den Jahren 1831 und 1874 wirkten sich positiv auf die Nutzung des Marktes aus. Mit der räumlichen Ausdehnung der Stadt im 19. Jahrhundert sowie der Anlage von Straßen in Richtung des Bahnhofs verlor der Markt seine Stellung als Mittelpunkt der Innenstadt.

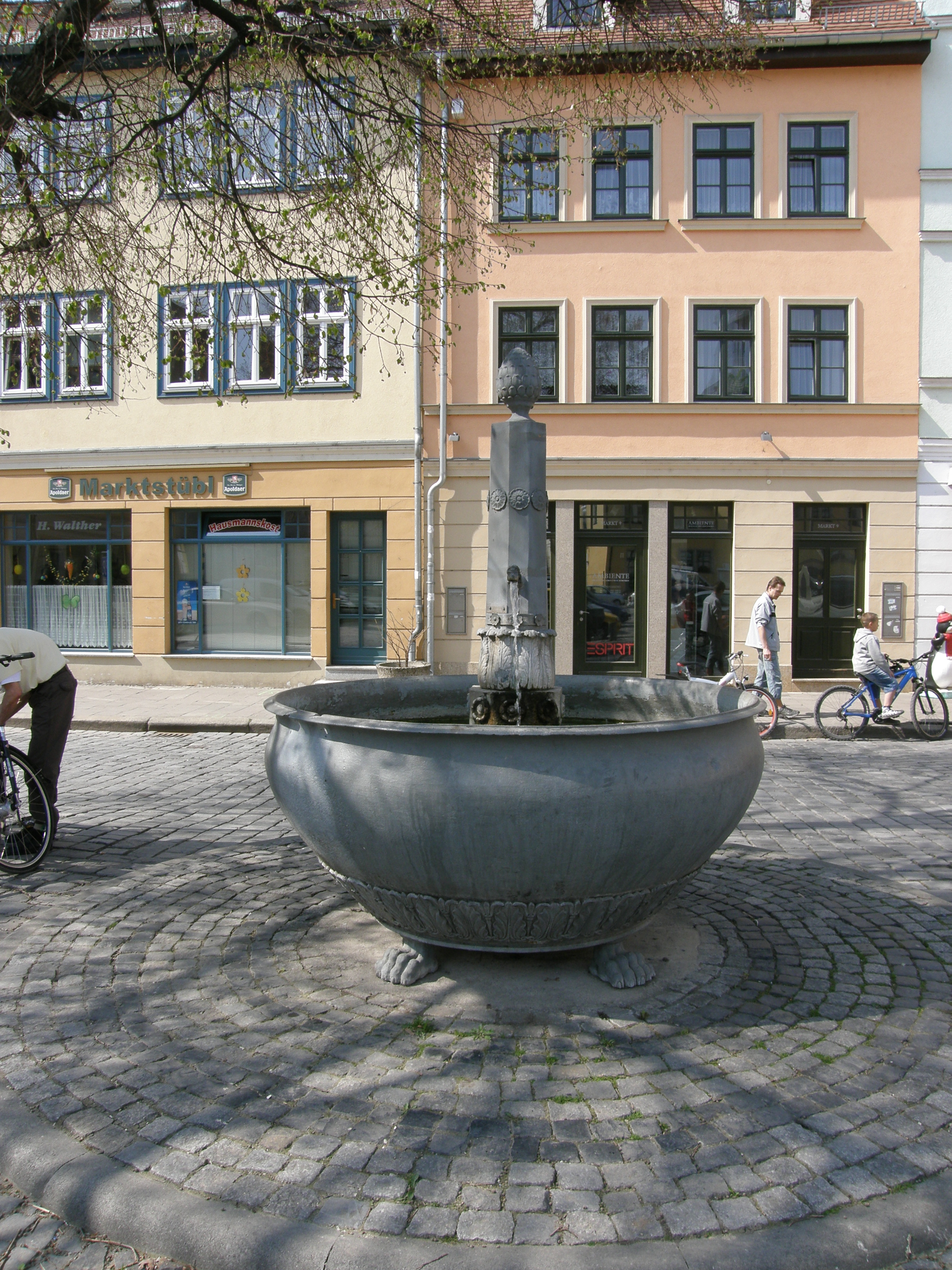
Marktbrunnen am alten Standort
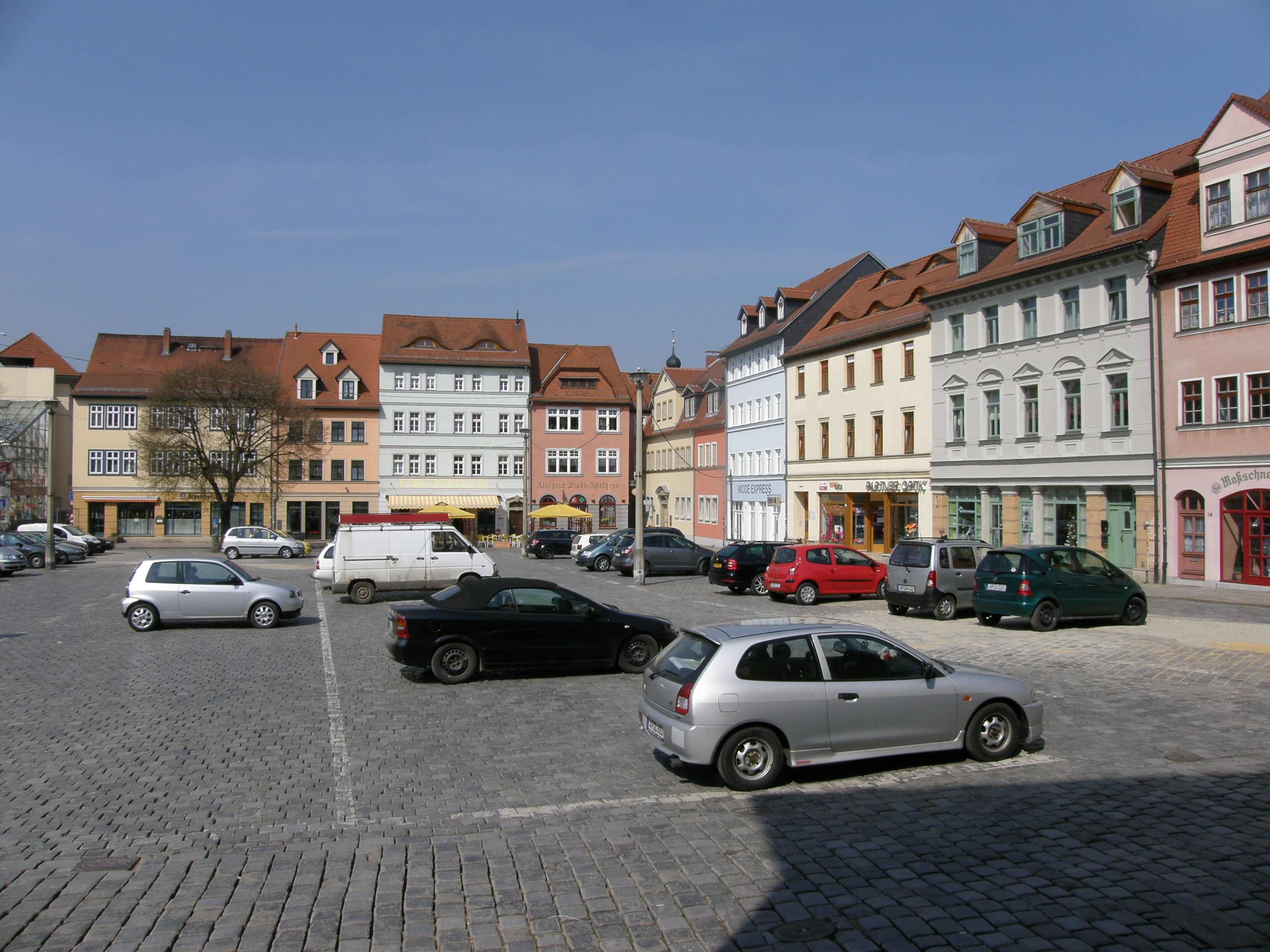
rechts: Nordseite; links: Westseite
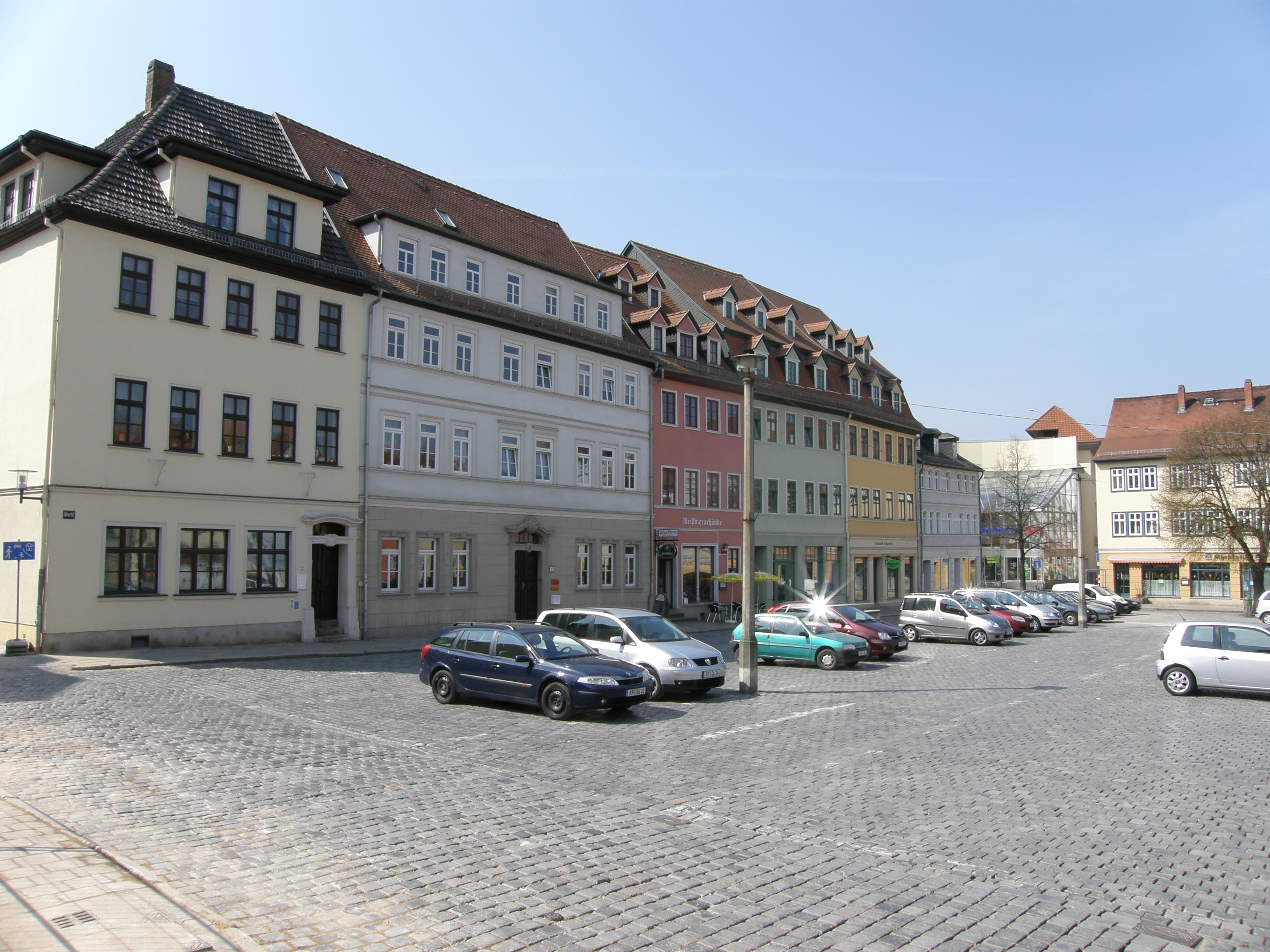
Südseite des Marktes
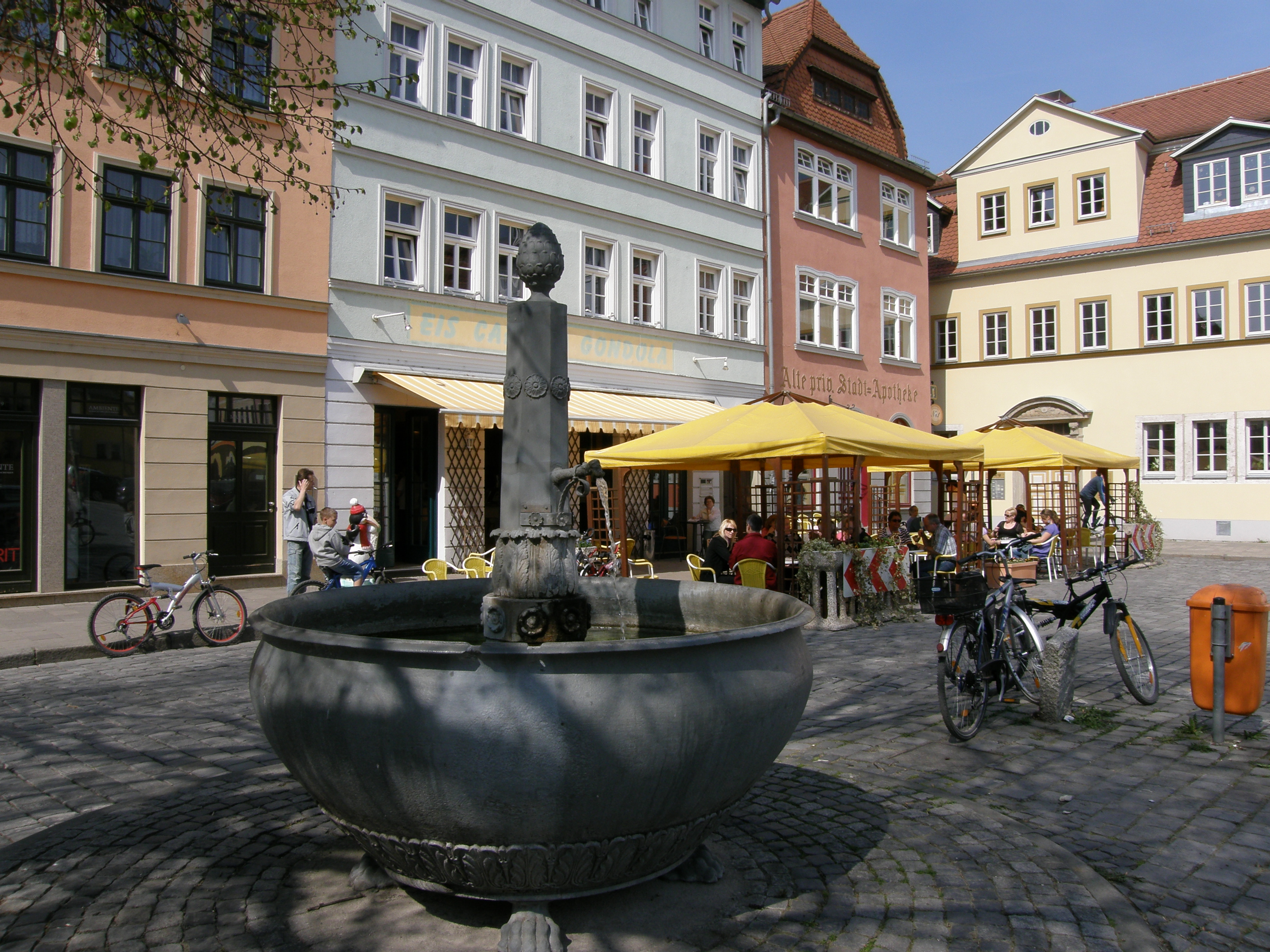
Marktbrunnen mit Eiscafé und Alter Stadtapotheke